# شتدتن
شتدتن (به آلمانی: Stedten) یک منطقهٔ مسکونی در آلمان است که در زگبیت مانسفلدر لاند واقع شده‌است. شتدتن ۱٬۰۶۲ نفر جمعیت دارد.